# Gremanu
Die sieben Hektar große Nuraghensiedlung Gremanu liegt bei Fonni in der Provinz Nuoro auf Sardinien. Sie besteht aus einem Hüttendorf und Sakralbauten und ist umgeben von einer großen rechteckigen Einfassung. 
Unter den Sakralbauten sind der Megarontempel und der benachbarte Rundtempel hervorzuheben. Das Mauerwerk der zwischen 1300 und 900 v. Chr. genutzten Anlagen ist bis zu Resthöhen zwischen 0,5 und 1,2 m erhalten. Die Tempel in dem, ähnlich wie das benachbarte Su Romanzesu außergewöhnlichen Dorf, dienten wahrscheinlich dem Wasserkult, der auch bei Megarontempel angezeigt wird, die bei Brunnenheiligtümern oder in Nuraghensiedlungen gefunden wurden. In der Nähe liegen Quellen, die mittels in den Fels gehauener Kanäle drei Brunnen versorgen, die religiösen Zwecken dienten. Der Mangel an keramischen Funden und die wenigen Fragmente aus Bronze geben keine Hinweise auf die Verwendung der Quellen. Der Tempel weist innen einen rechteckigen Behälter und einen Bankaltar auf. 
In der Nähe finden sich die Reste der vier Gigantengräber von Madau.